# Ataques de Estados Unidos contra Irán de 2025
Los ataques de los Estados Unidos contra Irán de 2025 iniciaron el 22 de junio bajo el nombre en clave Operación Martillo de Medianoche (en inglés: Operation Midnight Hammer), cuando bombarderos y submarinos estadounidenses atacaron la planta de enriquecimiento de uranio de Fordow, la instalación nuclear de Natanz y el Centro de Investigación y Tecnología Nuclear de Isfahán. El bombardeo se realizó con más de una docena de bombas GBU-57A/B MOP de 13 608 kilogramos, transportadas por bombarderos furtivos B-2 desde la base de la Fuerza Aérea Whiteman en Misuri, así como 30 misiles Tomahawks disparados desde el submarino clase Ohio USS Georgia. Los ataques fueron confirmados y anunciados por el presidente de Estados Unidos, Donald Trump, en una publicación en la red social Truth Social.

## Antecedentes

### Capacidades nucleares de Irán

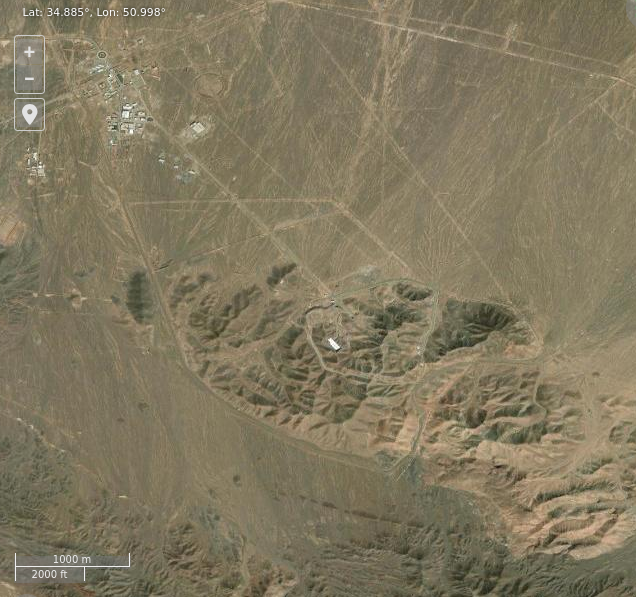
La instalación nuclear de Fordow, parte del Programa nuclear de Irán, fotografiada en junio de 2025.

Donald Trump ha mantenido consistentemente desde al menos 2011 que no se debe permitir que Irán adquiera armas nucleares.
Uno de los principales sitios nucleares iraníes es la planta de enriquecimiento de uranio de Fordow, que se estima está a entre 80 y 90 metros bajo tierra. Debido a su ubicación profunda, los oficiales militares de los Estados Unidos habían propuesto el uso de bombas «bunker buster» GBU-57A/B MOP, que sólo pueden ser transportadas por un bombardero B-2, para destruir Fordow (Estados Unidos es la única nación que posee cualquiera de estas capacidades). Hubo un largo debate sobre si las bombas antibúnkeres realmente podrían destruir Fordow.

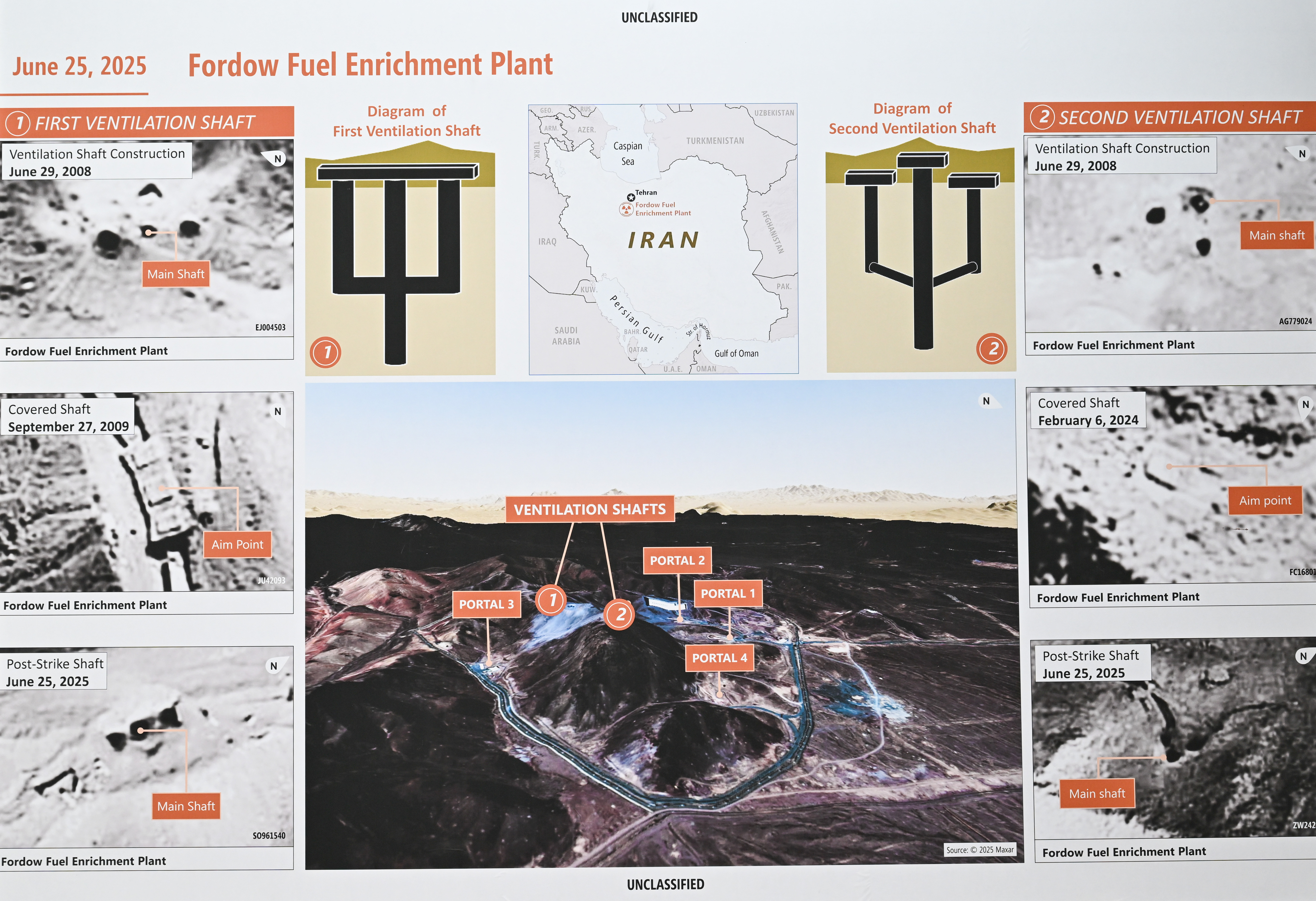
Exposición después del ataque aéreo en junio de 2025

El 4 de febrero de 2025, el primer ministro israelí, Benjamín Netanyahu visitó Washington D.C y, según se informa, le recordó a Trump que Irán había planeado asesinarlo. Netanyahu hizo una presentación detallada en diapositivas que mostraba cómo Irán estaba aumentando sus reservas de uranio y avanzando en su tecnología de centrifugación, lo que, según Netanyahu, mostraba que Irán se estaba acercando a cruzar el umbral nuclear. Las agencias de inteligencia estadounidenses no estaban convencidas de que la información realmente mostrara que Irán estaba cada vez más cerca de cruzar el umbral nuclear. El 31 de mayo de 2025, el OIEA informó que Irán había aumentado drásticamente sus reservas de uranio enriquecido al 60% de pureza, apenas por debajo del grado necesario para armas, llegando a más de 408 kilogramos, un aumento de casi el 50% desde febrero. La agencia advirtió que esta cantidad es suficiente para múltiples armas nucleares si se enriquece aún más.

### Participación israelí
Israel, que nunca ha firmado el Tratado de No Proliferación Nuclear pero se cree ampliamente que posee armas nucleares, ha considerado constantemente la posibilidad de que las potencias regionales adquieran armas nucleares como una amenaza existencial. Ha emprendido repetidamente acciones encubiertas y abiertas para evitar tales acontecimientos, y probablemente ha estado involucrado en el asesinato de científicos nucleares iraníes. El conflicto entre Irán e Israel se ha intensificado desde los ataques del 7 de octubre de 2023 por parte de Hamás, ya que Hamás está parcialmente financiado por Irán. Históricamente, Estados Unidos ha apoyado a Israel en Medio Oriente, y en particular ha financiado al ejército israelí a través de la Financiación Militar Extranjera de Estados Unidos, además de apoyar las acciones militares de Israel.

### Resoluciones del congreso
La semana anterior a los atentados, el senador demócrata Tim Kaine presentó una resolución en el Senado que establecía que Trump no podía utilizar el ejército estadounidense contra Irán sin autorización explícita del Congreso, ya sea mediante una declaración de guerra o una autorización para el uso de la fuerza militar. Los representantes Thomas Massie (R-KY) y Ro Khanna (D-CA) presentaron una resolución paralela en la Cámara de Representantes. La resolución de la Cámara contó con varias docenas de copatrocinadores demócratas.

### Preparativos

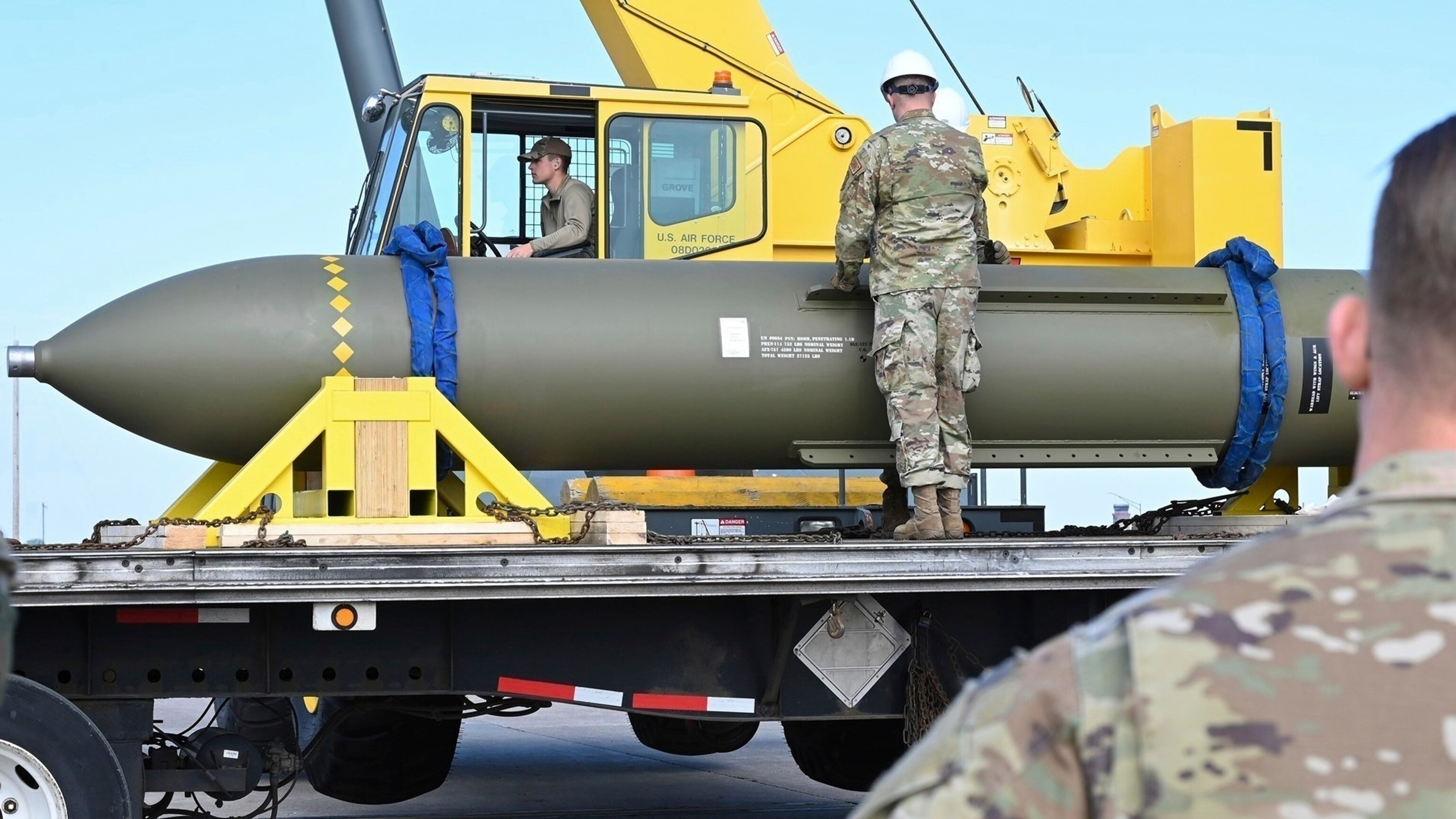
GBU-57 MOP del tipo utilizado en la operación

En las semanas previas al 22 de junio, Estados Unidos evacuó a sus ciudadanos, emitió advertencias de viaje y retiró al personal no esencial de sus embajadas. El 16 de junio se informó que Estados Unidos estaba moviendo fuerzas hacia el este sobre el Océano Atlántico, incluidos al menos 31 aviones cisterna hacia Europa, una cantidad inusualmente grande. También el 16 de junio, instalaciones iraníes interfirieron en el reporte de posición de barcos, causando molestias al transporte marítimo en el Estrecho de Ormuz.
El 17 de junio, Trump exigió la rendición incondicional de Irán. Días después, el secretario de Estado estadounidense, Marco Rubio, comunicó a sus aliados que Washington prefería una solución diplomática.
En los días previos al ataque, Irán aumentó sus exportaciones de petróleo por temor a un ataque estadounidense a sus instalaciones petroleras. Irán afirmó que el material nuclear ya había sido evacuado de Fordow y Natanz y trasladado a otro lugar.
El 21 de junio, Estados Unidos desplegó bombarderos furtivos B-2 en Guam. Las bases estadounidenses en Oriente Medio entraron en un estado de máxima alerta y mejoraron la defensa aérea, mientras Irán amenazaba con atacar a cualquier país que ayudara a Israel. La mayoría de los aviones militares estadounidenses estacionados en la pista de la base aérea de Al Udeid en Catar ya no eran visibles el 19 de junio, lo que sugiere que podrían haber sido evacuados en caso de represalias iraníes. Los hutíes también han declarado su disposición a luchar. En respuesta, Estados Unidos advirtió que tomaría represalias devastadoras si sus intereses se veían amenazados.

## Ataque

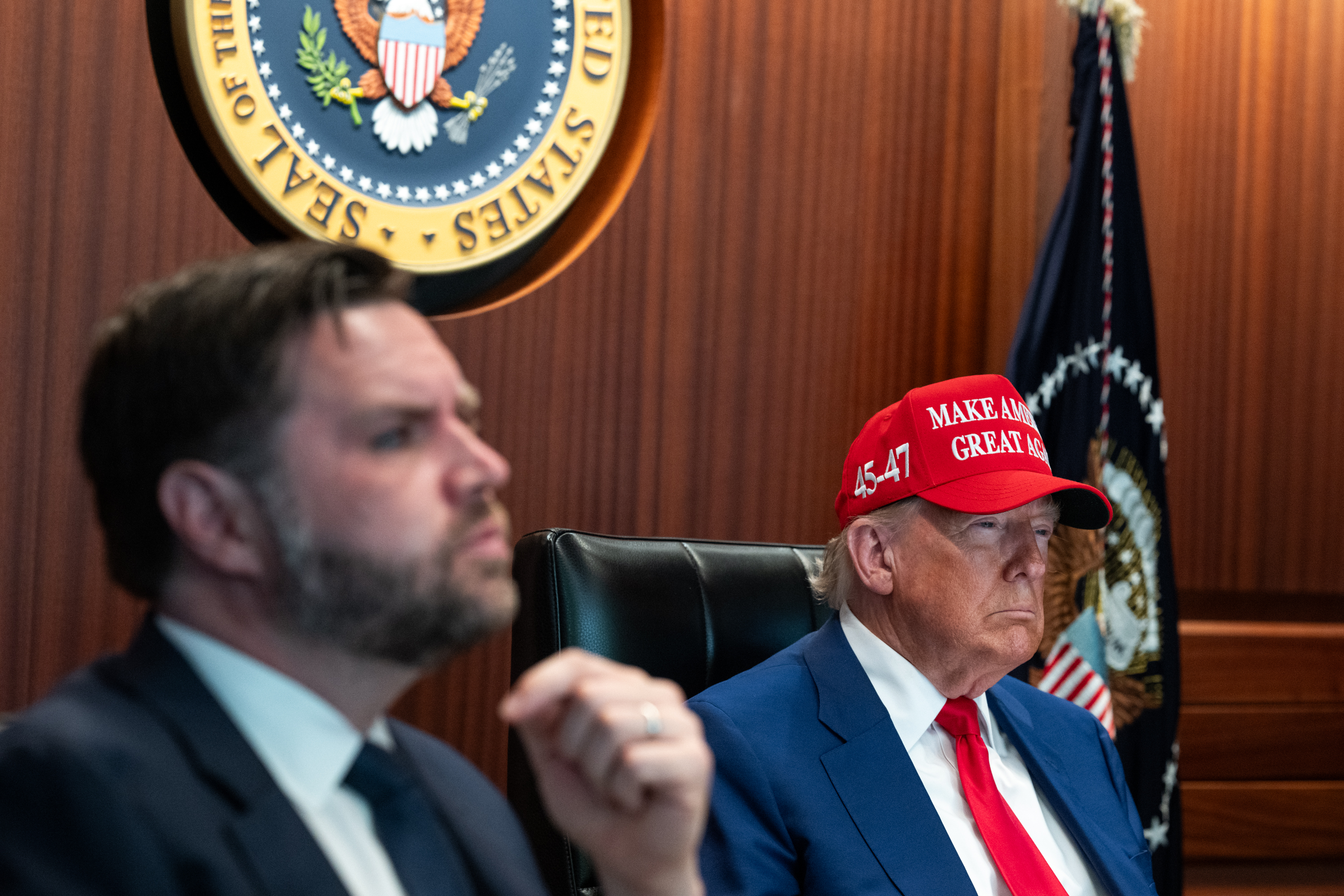
Trump y el vicepresidente J.D. Vance en la Sala de crisis de la Casa Blanca el 21 de junio durante los ataques.

El 22 de junio de 2025, la Fuerza Aérea y la Marina de los Estados Unidos atacaron tres sitios nucleares iraníes: Fordow, Natanz e Isfahán, en una operación llamada «Midnight Hammer». Siete bombarderos Northrop B-2 Spirit del 509th Bomb Wing volaron sin escalas desde la Base Aérea Whiteman en Misuri. Seis B-2 lanzaron 12 bombas MOP GBU-57A/B sobre las instalaciones de Fordow, y el séptimo B-2 lanzó dos MOP sobre Natanz. Además, un submarino disparó 30 misiles Tomahawk contra las bases de Natanz e Isfahán. Aunque Estados Unidos no especificó qué submarino estaba involucrado, el USS Georgia (SSGN-729) había estado en la región desde septiembre de 2024. Natanz y Fordow fueron alcanzados aproximadamente a las 2:30 am hora local (23:00 del día anterior UTC).
El sitio de Fordow está fortificado y tiene aproximadamente 260 pies (79,2 m) en lo profundo de una montaña, que las bombas convencionales no pueden dañar. Las 12 bombas fueron lanzadas secuencialmente sobre dos pozos de ventilación diferentes en Fordow para lograr una mayor profundidad de penetración en la montaña.
Las bombas MOP «destructoras de búnkeres» nunca se habían utilizado en combate antes. Son tan pesados que sólo pueden ser lanzados por bombarderos B-2, que sólo posee Estados Unidos. Los B-2 volaron continuamente durante aproximadamente 37 horas entre el despegue y los ataques, y fueron reabastecidos de combustible varias veces en el aire. Los B-2 fueron precedidos por aviones de combate estadounidenses de cuarta y quinta generación para impedir cualquier fuego defensivo tierra-aire; no se detectó tal fuego defensivo debido a los daños causados por ataques israelíes anteriores. Debido a las preocupaciones sobre la seguridad operativa que surgieron a raíz de las publicaciones de Trump en las redes sociales del 16 y 17 de junio, aviones B-2 adicionales volaron una misión de señuelo hacia el oeste desde los Estados Unidos sobre el Océano Pacífico. En total, participaron 125 aeronaves, incluidas aeronaves de reabastecimiento de combustible, inteligencia, vigilancia y reconocimiento.

Las imágenes satelitales del sitio de Fordow tomadas después de los ataques mostraron dos grupos de aparentes puntos de entrada de bombas, así como cenizas gris azuladas que cubrían el área. El jefe del Estado Mayor Conjunto, Dan Caine, declaró que las instalaciones nucleares iraníes habían sufrido «daños graves» a causa de los ataques, pero dijo que la evaluación de los daños llevaría tiempo. La primera conclusión de los funcionarios estadounidenses e israelíes fue que la planta de Fordow había sido severamente dañada, pero no destruida.
Tras los ataques, el presidente Donald Trump mediante su cuenta de Truth Social, anunció lo siguiente:

Hemos completado nuestro ataque muy exitoso contra los tres sitios nucleares en Irán, incluyendo Fordow, Natanz e Isfahán. Todos los aviones ya están fuera del espacio aéreo iraní. Se lanzó una carga completa de BOMBAS sobre el sitio principal, Fordow. Todos los aviones están regresando a casa de manera segura. Felicitaciones a nuestros grandes guerreros estadounidenses. No hay otro Ejército en el mundo que pudiera haber hecho esto. ¡AHORA ES EL MOMENTO DE LA PAZ! Gracias por su atención a este asunto.
Donald Trump en Truth

Trump dio un breve discurso televisado a las 10 pm (hora local) del 22 de junio, en el que afirmó que las principales instalaciones de enriquecimiento nuclear de Irán habían sido «completa y totalmente destruidas». Durante su declaración, que duró aproximadamente cuatro minutos, calificó además los ataques como «un éxito militar espectacular», confirmó la información anterior y advirtió de más ataques si Irán no buscaba la paz. Concluyó diciendo «Dios bendiga a Estados Unidos» y «Dios bendiga a Israel».

### Respuesta iraní
La agencia de medios estatal de Irán, IRNA, citando a un funcionario iraní, informó que no había material radiactivo en los tres sitios atacados. Morteza Heidari, portavoz del Comité de Emergencia de la Ciudad de Qom, afirmó que las fuerzas enemigas habían bombardeado «partes de la instalación nuclear de Fordo». Los funcionarios iraníes han dicho que no hay peligro para los residentes que viven cerca de las instalaciones nucleares que fueron alcanzadas por los ataques estadounidenses, según los medios estatales iraníes. Citando a la Sede de Gestión de Crisis en la provincia de Qom, donde se ubica la planta de Fordow, IRNA declaró: «No hay peligro para la población de Qom y sus alrededores». Según funcionarios iraníes, el material nuclear ya había sido evacuado y trasladado a otro lugar antes de los ataques.

## Consecuencias
El Departamento de Policía Metropolitana del Distrito de Columbia y el Departamento de Policía de Nueva York aumentaron la seguridad en torno a las instituciones religiosas después de los ataques. Israel cerró su espacio aéreo.
Más tarde, el 22 de junio, el Departamento de Estado de Estados Unidos ordenó la salida del Líbano de familiares y personal no urgente del gobierno estadounidense. Ese mismo día, el Consejo de Seguridad de las Naciones Unidas celebró una reunión de emergencia sobre los ataques aéreos a petición de Irán.

## Reacciones internacionales

### Prensa
Algunos medios estadounidenses independientes titularon que el ataque suponía la entrada «en guerra con Irán».

### Organización de las Naciones Unidas (ONU)
El secretario general de la Organización de las Naciones Unidas, António Guterres, se mostró consternado por el ataque contra Irán, condenándolo e instando a seguir el camino de la diplomacia para «evitar una espiral de caos».

### Catar
El 23 de junio, el Ministerio de Asuntos Exteriores de Catar anunció la clausura del espacio aéreo del país temporalmente como medida de precaución para «asegurar la seguridad de visitantes y residentes» tras los sucesos en la región y los anuncios de Irán con «represalias» tras los ataques de Estados Unidos.